# Bringing It All Back Home – Again
Bringing It All Back Home – Again je EP americké psychedelicko-rockové kapely The Brian Jonestown Massacre, které vyšlo v roce 1999 u vydavatelství Which?

## Obsah
Název alba odkazuje na desku Boba Dylana Bringing It All Back Home, která vyšla v roce 1965.
Píseň "Arkansas" je předělávkou skladby Charlese Mansona z alba Lie: The Love & Terror Cult.

## Obsazení
Po vydání této desky odchází Matt Hollywood, který opouští kapelu po hádce, která se odehrála přímo na podiu během koncertu BJM, záběry z této roztržky je možné zhlédnout v dokumentu Dig! Matt Hollywood se připojil opět k BJM až v roce 2012.

## Seznam písní
1. "The Way It Was" – 2:50
2. "Mansion in the Sky" – 2:19
3. "Reign On" – 4:31
4. "The Godspell According to A. A. Newcombe" – 3:18
5. "All Things Great & Small" – 3:06
6. "Arkansas Revisited" – 13:26

## Sestava
- Anton Newcombe – kytara, harmonika, zpěv
- Joel Gion – tamburína, maracas
- Miranda Lee Richards – kytara, zpěv
- Matt Hollywood – basa, kytara, zpěv
- Jeff Levitz – kytara

Mastering
- Sam McCall/Resin Recording